# MRV Alba-Na-Mara
Le MRV Alba-Na-Mara (MRV en anglais : Marine Research Vessel) est un petit  navire océanographique  halieutique exploité par la Marine Scotland pour le compte du gouvernement écossais.

## Historique
Alba-Na-Mara a été mis en service en 2008. Il a remplacé le FRV Clupea, qui fonctionnait depuis 40 ans avec le Fisheries Research Services.
Alba-Na-Mara est équipée d'une gamme sophistiquée de machines de pont et d'électronique. Elle est capable de mener des recherches sur les pêcheries, des travaux de dragage, à l'échantillonnage hydrographique, aux levés topographiques et au travail au moyen de caméras, ainsi que de travaux de recherche sur les pêcheries dans les eaux territoriales.

Drapeau du Scottish Fisheries Protection Agency

### Note et référence
- (en) Cet article est partiellement ou en totalité issu de l’article de Wikipédia en anglais intitulé « MRV Alba-Na-Mara » (voir la liste des auteurs).